# Kiss tha Game Goodbye
Kiss tha Game Goodbye is het solo debuutalbum van rapper Jadakiss. Het album werd uitgebracht op 7 augustus 2001 en ruim een maand later kreeg het al de gouden status. In de Verenigde Staten haalde dit album de vijfde plaats in de albumlijst en de tweede plaats in de HipHop en R&B lijst.

## Tracklist
1. Intro - 0:57
2. Jada's Got a Gun - 4:27
3. Show Discipline - 3:39
4. Knock Yourself Out - 3:32
5. We Gon' Make It - 3:33
6. None Of Ya'll Better - 3:37
7. Stick Yourself - 1:49
8. I'm a Gangsta - 3:30
9. Nasty Girl - 3:57
10. Put Your Hands Up - 3:27
11. Jay Jerkin' - 2:42
12. On My Way - 4:21
13. Cruisin' - 3:55
14. Kiss Is Spittin' - 3:55
15. Fuckin' or What? - 3:42
16. It's Time I See You - 4:11
17. What You Ride For - 4:30
18. Un-Hunh! - 4:22
19. Feel Me - 2:00
20. Keep Ya Head Up - 5:27
21. Charge It - 5:06